# California State Route 177
Die California State Route 177 (kurz CA 177) ist eine State Route im US-Bundesstaat Kalifornien, die in Süd-Nord-Richtung verläuft.
Die State Route beginnt an der Interstate 10 in der kleinen Gemeinde Desert Center und endet nahe Rice an der California State Route 62. Sie durchquert dabei einige der verlassensten und trostlosesten Punkte der Mojave-Wüste. Die State Route verläuft entlang der östlichen Ausläufer des Joshua Tree Nationalparks.